# Micropygus tarsatus
Micropygus tarsatus är en tvåvingeart som beskrevs av Octave Parent 1933. Micropygus tarsatus ingår i släktet Micropygus och familjen styltflugor. Inga underarter finns listade i Catalogue of Life.